# Barbus clauseni
Barbus clauseni är en fiskart som beskrevs av Thys van den Audenaerde, 1976. Barbus clauseni ingår i släktet Barbus och familjen karpfiskar. IUCN kategoriserar arten globalt som otillräckligt studerad. Inga underarter finns listade.